# Málaga Ahora
Málaga Ahora es una plataforma ciudadana de unidad popular, constituida como partido instrumental sin vida interna orgánica, para concurrir a las elecciones municipales de 2015 en la ciudad de Málaga en las elecciones del 2023 no obtuvieron represntación.
Para este proyecto convergieron diversas organizaciones, entre las que destaca la plataforma Ganemos Málaga, y los partidos políticos EQUO y Podemos .

## Historia
En junio de 2014, apoyado por el Movimiento por la Democracia, vinculado al Movimiento 15-M, se presentó Ganemos Málaga. Se presentó como una organización horizontal, con base en asambleas de distrito y apoyada por diversos partidos políticos y movimientos sociales.
Las primarias celebradas entre el 9 y el 14 de marzo de 2015, con la participación de más de 1.000 personas eligieron a la abogada y activista de la Plataforma de Afectados por la Hipoteca, Ysabel Torralbo.

## Desempeño electoral
| Fecha | Votos  | Votos | Votos  | Asientos | Asientos | Estado             | Tamaño |
| Fecha | #      | %     | ± pp   | #        | ±        | Estado             | Tamaño |
| ----- | ------ | ----- | ------ | -------- | -------- | ------------------ | ------ |
| 2015  | 30.464 | 13,3% | +13.3  | 4/31     | 4        | Oposición          | 3º     |
| 2019  | 4.380  | 1,85% | -11.45 | 0/31     | 4        | Extraparlamentario | 6º     |